# Marinefunksendestelle Neuharlingersiel
Die Marinefunksendestelle Neuharlingersiel ist ein Sender der Deutschen Marine in Neuharlingersiel mit dem Rufzeichen DHJ59.
Die Anlage umfasst mehrere Sendeantennen für Kurzwelle.
Bis zur Jahreswende 2004/2005 diente die Anlage auch zur telegraphischen Übermittlung von militärischen Nachrichten auf der Langwellenfrequenz 53 kHz, wofür eine Flächenantenne, welche von zwei 165 Meter und einem 171 Meter hohen, abgespannten Stahlfachwerkmast getragen wurde, verwendet wurde. Um die Jahreswende 2004/2005 wurden die Langwellenantenne, der 171 Meter hohe und einer der beiden 165 Meter hohen Sendemaste, demontiert.
Der verbliebene 165 Meter hohe Sendemast wurde anschließend um einen Meter verkürzt und mit einer vertikal-polarisierten logarithmisch-periodischen Antenne versehen, die zwischen dem Mast und einem Befestigungspunkt am Boden gespannt ist.
Das dazugehörige Fernmeldezentrum (FMZ) befindet sich im Stadtteil Sengwarden von Wilhelmshaven. Dort befinden sich die Fernmeldearbeitsplätze der Funker zum Verarbeiten und Versenden der Funksprüche.